# Lloque Yupanqui
Lloque Yupanqui (de etimología controvertida) fue el tercer gobernante del Curacazgo del Cuzco y primero en nacer en dicha tierra; no logró casi ninguna expansión territorial a lo largo de su gobierno pues las luchas constantes por la permanencia en el valle del Cuzco lo impedían. Tuvo como esposa a Mama Cagua, hija del señor de Oma, un señorío a 11 kilómetros al sur del Cuzco.

## Biografía
Lloque Yupanqui no fue destinado originalmente a ser el sucesor de Sinchi Roca, pues una misteriosa decisión de último momento lo hizo heredar el trono. Tuvo como padres a Sinchi Roca y a Mama Coca.

### Gobierno
Lloque Yupanqui rompió las buenas relaciones que su padre había conseguido con el poderoso señorío inca. Pese a tener un peligroso enemigo (nuevamente los ayarmacas) Lloque Yupanqui se vio obligado a formar y mantener buenas relaciones diplomáticas con los señoríos aledaños, cosa que hizo, y lo hizo hábilmente.
Durante su gobierno, el jefe-guerrero de Ayarmaca murió en combate (parece que el combate no fue contra los incas) y Lloque Yupanqui, aprovechando la situación logró vencer en algunas batallas a dicha etnia librándose así de sus peligrosos ataques por muchos años.
Durante la anarquía del señorío de Ayarmaca, Lloque Yupanqui se hace amigo y aliado de algunas ciudades ayarmacas, y provoca rivalidades en este gran señorío.
Los laureles del gobierno de Lloque Yupanqui se ven en expansiones territoriales, no en una época de relativa paz, donde no mantiene buenas diplomacias con otros señoríos y se come temporalmente de los ayarmacas, que hasta ese momento siempre representaron una amenaza para el señorío inca.
Se cuenta que Lloque Yupanqui había llegado casi a la ancianidad, agobiado por la tristeza y la depresión de pensar que moriría sin dejar sucesor. Tuvo entonces la aparición de una divinidad que le decía No tengas pena, Lloque Yupanqui, de ti descenderán grandes señores. Enterados los parientes de semejante declaración solicitaron como novia a la hija del curaca de Oma, una doncella llamada Mama Cahua, quien inició camino al Cusco, que se hallaba a 12 kilómetros de distancia. La travesía duró 4 horas, debido a las fiestas que se hacían en cada poblado que pasaba. Mama Cahua llegó a la capital hallando a su decrépito marido casi sin fuerzas para la procreación; no obstante, luego de algún tiempo, la Coya quedó embarazada. Lo más probable es que la unión se haya mantenido por conveniencia, con fines de ganarse aliados a fin de afianzar la seguridad del pequeño reino del Cusco.

### Matrimonio y descendencia
Se casó con Mama Cagua a una edad ya muy avanzada; ella era su pariente, ya que era hija de Chimbu Urma, media hermana paterna de su padre, al ser hija de Manco Capac y de su propia madre Mama Huaco. Con ella llegó a tener 3 hijos.
- Mayta Cápac, nació  poco antes de su muerte.
- Cuci Chimbu Mama Yachi
- Lloque Ticac
- Curu Yaya                                                                                                                                                                                                                                                                           Además de tener según Huamán Poma de Ayala otros 2 hijos mayores a Mayta Cápac que no pasaron del año de edad
- Curi Auqui Ynga,
- Runto Auqui Ynga

### Muerte
Murió en el Inticancha. Tras su muerte, a Lloque Yupanqui le sucedío su cuarto hijo: Mayta Cápac.

## Obras
- Formó buenas relaciones diplomáticas.
- Se deshace temporalmente de la amenaza que representaban los ayarmacas.
- Logra expandir unos pocos kilómetros sus dominios, derrotando la ciudad ayamarca de Maras, de la cual no toma posesión.

## Fecha
Como en todos los soberanos incas de la historia local, su existencia esta puesta en duda, y también las fechas en que vivió y reinó:
- Según Sarmiento de Gamboa (1572) afirma que nació en 654 y reinó entre 675 y 686, es decir, por 11 años.
- Según Cabello Balboa (1586) reinó entre 1083 y 1161 (por 78 años).
- Según otras fuentes reinó entre 1178 y 1197 (por 19 años) Archivado el 15 de abril de 2013 en Wayback Machine..
- Otras fuentes hablan de 1091 a 1126.
- Según Garcilaso de la Vega, reinó entre 1260 y 1290, siendo esta la más acertada por los historiadores.